# Regina Kazarjan

Regina Tadevosi Kazarjan (armenski: Ռեգինա Թադևոսի Ղազարյան; Erevan, 17. travnja 1915. – Erevan, 6. studenog 1999.) bila je armenska slikarica i javna ličnost. Poznata je i kao prijateljica i dobročiniteljica Jegiše Čarenca, koja je spasila mnoge pjesnikove rukopise za vrijeme Staljinova režima. 
Njen otac iz grada Vana preživio je genocid nad Armencima, a majka je bila iz plemićke obitelji. Regina Kazarjan upoznala je pjesnika Jegiše Čarenca 1930. godine. U dobi od petnaest godina, kao siroče, "Čarenc ju je nekako prihvatio kao blisku prijateljicu i svjedoka njegovih osamljenih sati". On se smatra jednim od najvećih armenskih pjesnika s početka 20. stoljeća. 
Godine 1937. iz zatvorske ćelije Čarenc je potajno obavijestio svoju suprugu Izabellu, da bi trebala povjeriti sve njegove spise samo obiteljskoj prijateljici, umjetnici Regini Kazarjan, kako bi ih spasila od uništenja. Nakon Čarencove smrti, Regina Kazarjan sakrila je i sačuvala mnoge njegove rukopise u vrtu (ukupno 7000 redaka) i 1950.-ih dodijelila ih Čarencovom muzeju književnosti i umjetnosti. 
Kao vojna pilotkinja sudjelovala je u Drugom svjetskom ratu. Završila je Erevanski institut likovne umjetnosti 1951. godine i bavila se slikarstvom. Njene slike izložene su u raznim muzejima u Armeniji, uključujući i Nacionalnu galeriju Armenije. Bila je članica Sindikata slikara Armenije. Umrla je 1999. godine.
Godine 2009. podignuta je spomen-ploča na kući u Erevanu, u kojoj je Regina Kazarjan živjela i radila od 1961. do 1999. godine.